# Moulin Mahnkesche
 (septembre 2021).

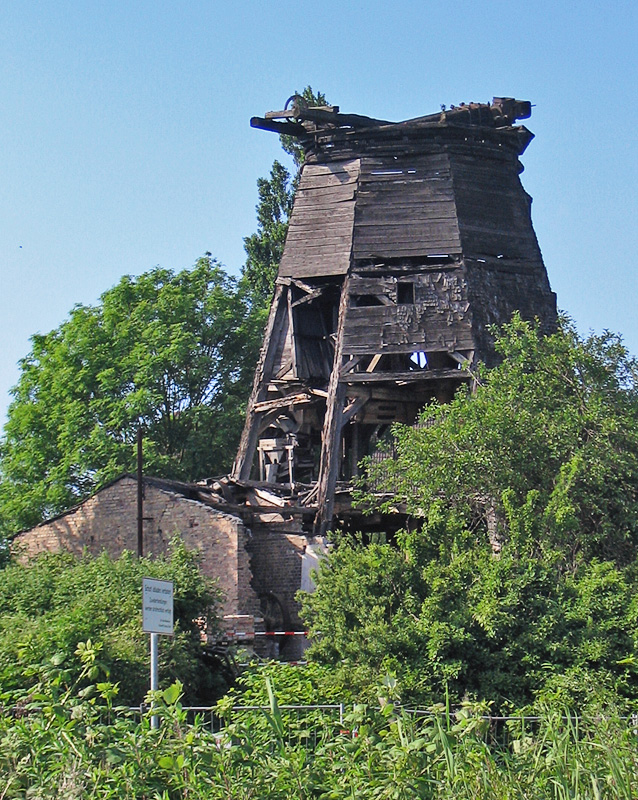
Ruines du moulin Mahnkesche en 2005

Le moulin Mahnkesche est le dernier moulin historique de la ville hanséatique de Stralsund en Allemagne. Situé à l'origine sur le Mahnkeschen Wiese, le moulin a été reconstruit dans le zoo de Stralsund.

## Description
Le moulin est de style hollandais de la seconde moitié du XVIIIe siècle. Il comporte des ailes flamandes et une simple rose des vents. En 1958, l'entreprise est passée à un fonctionnement électrique. Le moulin a fonctionné jusqu'en 1968.
En 1980, des parties du moulin, qui comprend également une installation de stockage, une salle des machines et une meule, ont été endommagées par un incendie. Le moulin, qui est situé sur une zone appelée Mahnkesche Wiesen (près du barrage de Rügen) mesurait 16,10 mètres de haut. L'arbre en fonte, qui a fonctionné jusque dans les années 1920, pèse 3,4 tonnes et a été fabriqué par l'usine de construction de moulins de Stralsund Otto Huebner.

## Reconstruction
Le moulin, en ruines, a été démoli en mai 2006 pour un coût de 20 000 euros. Il a été reconstruit fidèlement à l'original dans le zoo de Stralsund ; en novembre 2009, les travaux ont commencé dans le zoo, et ont été achevées en mai 2011 ; en juin 2012, des pales d'éoliennes ont été installées. Le moulin abrite aujourd'hui des expositions.